# Charles Mersch
Charles Mersch (Lussemburgo, 17 gennaio 1908 – Lussemburgo, 29 gennaio 1996) è stato un pallanuotista lussemburghese, che ha partecipato alle Olimpiadi estive di Amsterdam 1928.